# Plansko gospodarstvo
Plansko gospodarstvo je sustav organizacije i upravljanja u gospodarstvu na temelju odredbe i upravnih odluka iz centra vlasti. 
Vlada čini sve odluke o proizvodnji i distribuciji. Primjenjivalo se u real-socijalističkim zemljama, u Njemačkoj tijekom nacionalsocijalizma, u posebnim oblicima u Francuskoj do 1992. te u raznim zemljama tijekom ratova. 
Tijekom 1980-ih planska privreda je doživjela definitivni kolaps.